# Pantoprazol
Pantoprazol ist ein Arzneistoff aus der Gruppe der Protonenpumpenhemmer, der zur Behandlung von Magen- und Zwölffingerdarmgeschwüren sowie bei Refluxösophagitis eingesetzt wird.

## Wirkungsmechanismus
Pantoprazol entfaltet seine Wirkung in den Parietalzellen der Magenschleimhaut, wo es als irreversibler Hemmstoff der H+/K+-ATPase dient. Dadurch kommt es zu einer Verminderung der Salzsäureproduktion im Magen, und der pH-Wert des Magensafts steigt an. Dies führt zu weniger saurem Magensaft, was wiederum die beschleunigte Heilung von Magenwandverletzungen (bspw. Schleimhauterosionen oder Magengeschwüren) begünstigt.

## Klinische Angaben

### Anwendungsgebiete
- Behandlung und Prophylaxe peptischer Magen- und Zwölffingerdarmgeschwüre
- Refluxösophagitis
- Eradikation (Entfernung) von Helicobacter pylori (zusammen mit zwei geeigneten Antibiotika)
- Zollinger-Ellison-Syndrom

### Nebenwirkungen
Wie die anderen Protonenpumpenhemmer auch gilt Pantoprazol als relativ sicher und ist weitgehend gut verträglich. Selten auftretende Nebenwirkungen sind Durchfälle, Schwindel, Müdigkeit und Kopfschmerzen. Gelegentlich kann es auch zu Übelkeit und Erbrechen sowie zu Bauchschmerzen und allergischen Hautreaktionen kommen. Im Vergleich zu Omeprazol wurde eine höhere Zahl von Patienten, bei denen Muskelschmerzen auftraten, beobachtet.
Sehr selten werden Thrombozytopenien beobachtet. Inwiefern diese kausal durch das Medikament verursacht werden, ist bisher nicht belegt.
2013 wurde in einer Studie festgestellt, dass bei einer Langzeitmedikation das Risiko eines Vitamin-B12-Mangels deutlich ansteigt.
Nach einer Bonner Studie von 2016 haben ältere Menschen, die Pantoprazol oder Omeprazol über längere Zeit einnehmen, ein erhöhtes Demenzrisiko. „Ob ein kausaler Zusammenhang besteht oder ob es sich um eine zufällige statistische Signifikanz handelt, bleibt unklar. Der Verdacht auf eine ursächliche Beziehung bestehe in jedem Fall, so die Forscher. [...] Die Wissenschaftler fordern prospektive klinische Studien, um die statistischen Ergebnisse ihrer Untersuchungen klinisch zu verifizieren.“ Ein weiterer Einwand betrifft die unterschiedlichen Patienteneigenschaften. „Die betroffenen Patienten hatten eine erhöhte Zahl von Begleiterkrankungen wie Depression, Schlaganfall und ischämische Herzerkrankung und sie nahmen häufiger weitere Medikamente ein. Eine Analyse der Women’s Health Initiative hat laut Kuller gezeigt, dass PPI-Anwenderinnen häufiger einen schlechten Gesundheitszustand haben und häufiger adipös sind.“
Pantoprazol steht wie andere Protonenpumpenhemmer im Verdacht, die Entwicklung von Nahrungsmittelallergien zu fördern.

### Wechselwirkungen
Pantoprazol kann bei Urin-Schnelltests ein falsch-positives Ergebnis zu THC verursachen.

Bestimmte blutgerinnungshemmende Wirkstoffe, sogenannte Cumarin-Antikoagulanzien wie Phenprocoumon oder Warfarin, können in ihrer Wirkung durch die gleichzeitige Einnahme von Pantoprazol verstärkt werden.

## Stereochemie
Pantoprazol besitzt ein Chiralitätszentrum am Schwefelatom. Der Arzneistoff ist ein Racemat, besteht also aus einem 1:1-Gemisch der (R)-Form und der dazu spiegelbildlichen (S)-Form.

## Analytik
Zur zuverlässigen qualitativen und quantitativen Bestimmung von Pantoprazol kommt nach hinreichender Probenvorbereitung die Kopplung der HPLC mit der Massenspektrometrie zur Anwendung.

## Entwicklung und Vermarktung
Pantoprazol wurde 1986 von Byk Gulden (heute Takeda) patentiert. Im Jahr 2009 wurde es in Deutschland für Dosen bis 20 mg (bei Packungsgrößen bis maximal 14 Tabletten) aus der Rezeptpflicht entlassen.

## Tiermedizin
Bei Lebensmittel liefernden Tieren ist die Anwendung nicht erlaubt, da es in keinem Anhang zur Verordnung (EWG) Nr. 2377/90 über Höchstmengen für Tierarzneimittelrückstände in Nahrungsmitteln aufgeführt ist.

## Handelsnamen
Monopräparate
Azidex (A), Azidosan (A), Gastroloc (A), Gastrozol (D, A), Panprabene (A), Panprax (CH), Pantip (A), Pantoloc (A), Pantozol (D, CH), Prazopant (A), Rifun (D), Zurcal (A, CH), Controloc (PL), zahlreiche Generika (D, A, CH), Protonix (USA)
Kombinationspräparate

Zacpac (D)